# 陰茎癌
陰茎癌（いんけいがん、英語: Penile cancer, Penile carcinoma）は、陰茎の皮膚や組織内に発症する癌腫（悪性腫瘍）である。主に亀頭や包皮から発生する。発生頻度は人口20万人あたり0.8～1人程度であり、60歳以上の男性に多い。オーストラリアでは発症率は年間25万人に1人、アメリカでは年間10万人に1人、デンマークでは年間10万人に0.8人である。2020年には36,000人の男性に発生し、13,000人が死亡した。
陰茎癌の約95％は扁平上皮癌である。メルケル細胞癌、小細胞癌、悪性黒色腫などの陰茎癌は稀である。
症状としては、陰茎の異常な増大、陰茎の皮膚の潰瘍や糜爛、出血や悪臭を放つ分泌物などが挙げられる。リスク因子には、真性包茎、慢性炎症、喫煙、HPV感染、尖圭コンジローマ、複数の性的パートナーを持つこと、性交年齢が若いことなどがある。
予防のためのヒトパピローマウイルスワクチンの投与が日本を含めた多くの国で認可されている。

## 徴候・症状
陰茎癌は陰茎の赤みや炎症、亀頭や包皮の内側の皮膚の肥厚、または潰瘍性、外側に成長する（外方増殖性）または「指状（乳頭状）」成長として現れる場合がある。また排尿困難の有無に拘らず陰茎分泌物、排尿時の灼熱感やヒリヒリ感（排尿困難）、陰茎からの出血を伴うことがある。

## リスク因子
アメリカがん協会によるとヒトパピローマウイルス（HPV）感染、年齢、AIDSなどが陰茎癌となるリスクとされる。また、不衛生も陰茎癌と関わり深い。 その他、硬化性苔癬（閉塞性乾燥性亀頭炎）もリスク要因となりうる。

### 感染症
- HIV感染症—HIV陽性男性が陰茎癌に罹患するリスクは、HIV陰性男性の8倍高い[12][13]。
- ヒトパピローマウイルス感染—HPVは陰茎癌発症の危険因子である[14]。米国疾病予防管理センター（CDC）によると、米国で年間1,570件診断される陰茎癌の内約4割（約800件）がHPVによるものである[15][16]。HPVは120種以上が知られているが[17]、発癌リスクが高いと考えられているサブタイプは16、18、31、33、35、39、45、51、52、56、58、59である[18]。
- 尖圭コンジローマ—性器疣贅または肛門周囲の疣贅は、基準日より2年以上前に発生した場合、浸潤性陰茎癌のリスクを約3.7倍増加させる[14]。陰茎癌を患う男性の約半数は、HPVによる性器疣贅も患っている[19]。

### 衛生状態と外傷
- 不衛生—衛生状態が悪いと陰茎癌のリスクが増加する[20][21]。
- 恥垢—包皮の下に蓄積することがある白っぽい汚物である恥垢は、陰茎癌のリスクの増加に関連している[12][22]。米国がん協会は、恥垢は発癌性は無いかも知れないが、陰茎への刺激や炎症を惹起することでリスクを高める可能性があると示唆されている[12]。
- 亀頭炎および陰茎外傷—陰茎包皮および/または亀頭の炎症（亀頭包皮炎）は、陰茎癌のリスクを約3.1倍増加させる[14]。これは通常、不衛生な衛生状態、特定の石鹸に対するアレルギー反応、または反応性関節炎（英語版）、感染症、糖尿病などの基礎疾患によって引き起こされる[23]。 陰茎の小さな裂傷や擦り傷は、がんのリスクを約3.9倍増加させる。
- 真性包茎—真性包茎とは包皮から亀頭を完全に露出できない医学的な状態であり、陰茎癌発症の重大な危険因子と考えられている（オッズ比：38～65）[14]。亀頭と包皮が癒着している真性包茎は陰茎癌の症状でもある[24]。
- 嵌頓包茎—嵌頓包茎とは包皮が亀頭の後ろで狭窄する病態である。陰茎癌発生の危険因子と考えられている[12]。
- 割礼—幾つかの研究によると、幼児期から小児期の割礼は陰茎癌に対する部分的な予防効果を有する可能性があるが、成人期に実施した場合はそうではない[25]。この効果は、真性包茎のリスクの減少による可能性が示唆されている[12][25]。その他にも恥垢やHPV感染リスク低減が寄与している可能性が挙げられる[12]。

### その他
- 年齢—陰茎癌は50歳未満の男性には殆ど見られない。陰茎癌と診断された男性の5人に4人は55歳以上である[12]。
- 硬化性萎縮性苔癬（英語版）—硬化性苔癬は、皮膚に白い斑点が現れる疾患である。硬化性苔癬は陰茎癌のリスクを上昇させる[20][26]。硬化性苔癬の正確な原因は不明であるため、予防方法も知られていない[20]。
- タバコ—噛みタバコや喫煙は、喫煙期間や1日の本数にもよるが、陰茎癌のリスクが1.5～6倍になる[6][14][20]。
- 紫外線—紫外線やソラレンという薬剤で治療を受けている乾癬の男性は、陰茎癌のリスクが高い[12][20]。

## 病因
陰茎癌は前駆病変から発生し、通常は低悪性度病変から高悪性度病変へと進行する。HPV関連陰茎癌の場合、この進行過程は以下の通りである：
1. 扁平上皮の過形成
2. 低悪性度陰茎上皮内腫瘍（penile intraepithelial neoplasia; PeIN）
3. 高悪性度PeIN（上皮内癌—ボーエン病、ケイラー紅色肥厚症（英語版）、ボーエン様丘疹症（英語版））
4. 陰茎浸潤癌

しかし場合によっては、非異形成性病変または軽度異形成性病変が直接癌へと進行することがある。例としては、平坦型陰茎病変（flat penile lesion; FPL）や尖圭コンジローマなどが挙げられる。
HPV陰性癌の場合、最も一般的な前駆病変は硬化性萎縮性苔癬である。

## 診断
国際泌尿器科病理学会（ISUP）は、HPV関連陰茎癌の診断と分類にp16INK4A免疫染色の使用を推奨している。

### 分類
陰茎癌の約95％は扁平上皮癌である。これらは以下のタイプに分類される：
- 基底細胞様 (basaloid)（4%）
- 疣状 (warty)（6%）
- 混合型 (mixed warty-basaloid)（17%）
- 疣贅(角化)癌 (verrucous)（8%）
- 乳頭状癌 (papillary)（7%）
- その他の扁平上皮癌混合型 (other SCC mixed)（7%）
- 肉腫様 (sarcomatoid)（1%）
- 特定不能 (not otherwise specified)（49%）

その他の癌種は稀であり、小細胞癌、メルケル細胞癌、明細胞癌、脂腺細胞癌、基底細胞癌などがある。悪性黒色腫や肉腫などの非上皮性悪性腫瘍は更に稀である。

#### 進行度
多くの悪性腫瘍と同様に、陰茎癌も身体の他の部分に転移する可能性がある。通常陰茎癌は原発性悪性腫瘍であり、癌が体内で最初に増殖する部位である。癌が他の場所から陰茎に転移した二次性悪性腫瘍であることは非常に少ない。陰茎癌の病期分類は、腫瘍の浸潤、結節転移、遠隔転移の程度によって決定される。
1966年のJackson分類では、臨床病期は病巣の拡大・転移の程度により分類される。
- Stage I - 亀頭およびまたは包皮だけの癌。
- Stage II - 陰茎体への癌の拡大。
- Stage III - 鼠径部リンパ節への転移を認めるが、手術可能。
- Stage IV - 陰部以外への転移。
- Recurrent - 治療後の再発。

国際対がん連合からTNM分類が公表されると、陰茎癌についても同分類が用いられるようになった。
Tの判定は下記のように行う：
- TX：原発腫瘍の評価が不可能
- T0：原発腫瘍を認めない
- Ta：非浸潤性限局性扁平上皮癌
- Tis：上皮内癌
- T1： 亀頭部　上皮下結合組織に浸潤する腫瘍

　包皮　　真皮、上皮下結合組織または肉様膜に浸潤する腫瘍
　陰茎幹　表皮と海綿体間の結合組織に浸潤する腫瘍
- T1a：脈管浸潤／神経周囲浸潤がなく、かつグレード1～2
- T1b：脈管浸潤／神経周囲浸潤がある、あるいはグレード3以上

- T2：尿道海綿体に浸潤する腫瘍（尿道浸潤の有無は問わない）
- T3：陰茎海綿体に浸潤する腫瘍（尿道浸潤の有無は問わない）
- T4：その他隣接臓器への浸潤

陰茎癌の解剖学的病期または予後分類は以下の通りである：
- Stage 0—非浸潤癌（Carcinoma in situ)
- Stage I—癌は中分化または高分化型で、上皮下結合組織のみに浸潤している
- Stage II—癌は低分化型で、リンパ管に浸潤しているか、体部または尿道に浸潤している
- Stage IIIa—陰茎に深く浸潤し、1つのリンパ節に転移がある
- Stage IIIb—陰茎に深く浸潤し、複数の鼠径リンパ節に転移がある
- Stage IV—癌が陰茎に隣接する組織に浸潤しているか、骨盤リンパ節に転移しているか、遠隔転移が認められる

#### HPV陽性腫瘍
陰茎癌におけるヒトパピローマウイルスの有病率は約40％と高い。HPV16が最多であり、HPV陽性腫瘍の約63％を占める。疣状癌/基底細胞様癌ではHPV陽性率は70～100%であるが、その他の癌では30%前後である。

## 予防
HPVによる陰茎癌の予防にはワクチンが有用であると思われる。男性への接種は4価ワクチンのみが承認されている。コンドームの使用はHPV関連陰茎癌の予防になると考えられている。
陰茎、陰嚢、包皮を毎日水で洗い性器の衛生状態を良好に保つことで、亀頭炎や陰茎癌を予防できる可能性がある。但し、刺激の強い成分を含む石鹸は避けるべきである。
禁煙は陰茎癌のリスクを減らす可能性がある。
乳児期または小児期の割礼は、陰茎癌を部分的に予防する可能性がある。複数の研究者が、陰茎癌予防の可能な戦略として割礼を提案しているが、米国がん協会はこの疾患の希少性を指摘し、米国小児科学会もカナダ小児科学会も新生児の割礼を推奨していないと指摘している。仮性包茎の場合は適切な衛生管理を実践し、定期的に包皮を剥くことで予防できる。嵌頓包茎は包皮を長時間翻転したままにしないことで予防できる。

## 治療
陰茎癌の治療は、診断時の腫瘍の臨床病期によって異なる。陰茎癌には病期に応じて手術、放射線療法、化学療法、免疫療法など複数の治療選択肢がある。最も一般的な治療は、以下の5種類の手術のうちの1つである：
- 広範囲局所切除術（英語版）—癌と周囲の健康な組織までを切除する。
- 顕微手術（英語版）— 顕微鏡を用い健康な組織の切除を可能な限り少なくする。
- レーザー手術—レーザーで癌細胞を焼灼するか切除する。
- 包皮切除—癌化した包皮を切除する。
- 陰茎切断—陰茎の一部または全体を切除する。周辺リンパ節を含む場合もある。よく行われ効果的である。

放射線療法の役割として早期陰茎癌に対する臓器温存療法がある。また放射線治療は通常、再発のリスクを減らすために手術の直前に行われる。早期の段階では局所の化学療法と侵襲性の低い手術を組み合わせる。進行した段階では手術と放射線治療と化学療法の組み合わせが必要となる。さらに、局所進行した患者や症状管理のためにアジュバント療法が行われる。

## 予後
患者の予後は、ステージ分類のどの段階かによって大きな幅がある。一般的に癌の診断が早ければ早いほど予後は良好である。陰茎癌の全ステージにおける5年生存率は約50%である。

## 疫学
陰茎癌は先進国では稀な癌であり、年間発生率は10万人あたり0.3～1人と幅があり、全悪性腫瘍の約0.4～0.6％を占めている。年間発生率は、日本では年間発生率は男性10万人あたり0.4から0.5人、米国では10万人あたり約1人、オーストラリアでは25万人あたり1人、デンマークでは10万人あたり0.82人である。英国では、毎年500人未満の男性が陰茎癌と診断されている。
発展途上国では、陰茎癌は遥かに多く見られる。例えばパラグアイ、ウルグアイ、ウガンダ、ブラジルでは、罹患率は其々10万人当たり4.2人、4.4人、2.8人、1.5～3.7人である。南米諸国、アフリカ、アジアの一部では、この癌種は男性の悪性疾患の10％を占めている。
1997年時点での生涯リスクは米国で1,437人に1人、デンマークで1,694人に1人と推定されている。